# Одеська радянська республіка
Оде́ська Радя́нська Респу́бліка короткочасне квазідержавне утворення що було проголошене 20 лютого (7 лютого за старим стилем) 1918 р. після розгрому в запеклих вуличних боях в Одесі збройними формуваннями більшовиків, анархістів та лівих есерів Румчерода військових загонів, що підтримували УНР, та проголошення 3 січня (21 грудня за старим стилем) 1918 р. Одеси «вільним містом». Республіка зі столицею в Одесі охоплювала території Херсонської та Бессарабської губерній колишньої Російської імперії.
Верховна влада належала Раді Народних Комісарів, очолюваної В. Юдовським. Лідери ОРР проголосили, що не визнаватимуть владу Української Народної Республіки Рад, столиця якої була в Харкові, а ввійдуть разом з нею безпосередньо до складу Російської Радянської Федеративної Соціалістичної Республіки зі столицею в Петрограді. Однак ОРР не була визнана ні більшовицькою владою в Петрограді, ні світовими державами самостійною державною одиницею через нестабільну внутрішню політичну ситуацію та короткий строк її існування. У лютому 1918 року демократична влада в Республіці була обмежена командувачем збройними силами ОРР М. Муравйовим та реорганізацією Одеської Ради Народних Комісарів у облвиконком.
З лютого 1918 року ОРР вела оборонну війну проти румунських військ, а в березні проти австро-німецьких військ. 13 березня 1918 року Одеса була звільнена військами УНР та союзних з нею держав, а радянська республіка ліквідована. Лідери ОРР на кораблях Чорноморського флоту евакуювались до Севастополя.

## Уряд
- Голова — Юдовський Володимир Григорович (18(31) січня 1918 — 28 лютого 1918), Старостін Петро Іванович (з 28 лютого 1918)
- Народний комісар торгівлі — В. Орлов
- Народний комісар юстиції — Хмельницький Олександр Ісакович
- Народний комісар зв'язку — Ачканов Григорій Павлович, Земіт Фрідріх Андрійович
- Народний комісар освіти — Зифельдт (Зифельд-Симумяги) Артур Рудольфович, Берн Б.
- Народний комісар морських сил — П. Я. Кондратенко
- Народний комісар військових справ — Зайцев
- Народний комісар фінансів — Рузер Леонід Ісакович
- Народний комісар продовольства — В. Мілан
- Народний комісар праці — Старостін Петро Іванович
- Народний комісар друку — Абраменко В., Макар (Жвіф) Олександр Михайлович
- Народний комісар державного контролю — Обуховський Володимир Олександрович
- Народний комісар охорони здоровʼя — Макар (Жвиф) Олександр Михайлович
- Народний комісар землеробства — Балдін Омелян Меркурійович
- Народний комісар постачання — Шулєв
- Народний комісар транспорту — Лісовський
- Управління справами — Христев Асен Васильович
- Голова Революційного трибуналу — В. Бєлий

## Діячі
- Петро Іванович Старостін (30.01.- 17.02.1918 — виконавчій комісар, 18.02. — 13.03.1918 — голова обласного виконавчого комітету Ради Робітничих та Селянських Депутатів)
- Володимир Григорович Юдовський (18.01. — 13.03.1918 — голова РНК)